# Distrito electoral local 5 de Sonora
El V Distrito Electoral Local de Sonora es uno de 21 distritos electorales del Congreso del Estado de Sonora; en los que se encuentra dividido el territorio del estado. Su cabecera distrital está en el Norte de la ciudad de Heroica Nogales desde que fue creado en 2009.

## Municipios
- Nogales

## Diputados por el distrito
- LIX Legislatura (2009-2012)
  - Moisés Ignacio Casal Díaz
- LX Legislatura (2012-2015)
  - Mireya Almada Beltrán
- LXI Legislatura (2015-2018)
  - Sandra Mercedes Hernández Barajas
- LXII Legislatura (2018-2021)
  - Leticia Calderón Fuentes
- LXIII Legislatura (2021-2024)
  - José Armando Gutiérrez Jiménez